# Villa Aldobrandini (Frascati)
A Villa Aldobrandini, também conhecida como Villa Belvedere, é um palácio italiano, sendo uma das mais importantes villas de Frascati, na Província de Roma, região do Lácio. Surge sobre num cume panorâmico que domina a entrada na pequena cidade, tendo uma história várias vezes secular, dividida entre três importantes famílias e o Papado. Foi construída por ordem do Cardeal Pietro Aldobrandini, sobrinho do Papa Clemente VIII, sobre um edifício preexistente, de 1550, pertencente ao Monsenhor Alessandro Rufini.
Os trabalhos de construção da villa duraram de 1598 a 1602, dirigidos pelo arquitecto Giacomo della Porta, tendo sido completados por volta de 1621 pelos arquitectos Carlo Maderno e Giovanni Fontana. De grande valor é o Teatro delle Acque (Teatro das Águas), de Carlo Maderno e Orazio Olivieri.
No interior da villa existem afrescos de artistas barrocos e maneiristas como os irmãos Zuccari, Federico e Taddeo, Cavalier d'Arpino e Domenichino. O ingresso principal da villa, situado na praça principal de Frascati, é feito por uma entrada monumental executada pelo arquitecto C. F. Bizzaccheri no século XVIII. De particular interesse é a "Sala del Parnaso" (Sala do Parnaso).
A villa possui uma imponente fachada setecentista, além de outros elementos arquitectónicos de interesse, tais como a galeria com dupla ordem na fachada traseira, os vãos de escada espiralados, o grande êxedra do Teatro das Águas e o magnífico parque.
Outras villas com notáveis estruturas de jogos de água são a Villa d'Este, em Tivoli, e a Villa Torlonia em Frascati.

## Ligação externa
- «Sobre a Villa Aldobrandini» (em italiano)